# Ludovic-Filip al Franței
Ludovic-Filip de Orléans (n. 6 octombrie 1773, Paris, Regatul Franței – d. 26 august 1850, Claremont⁠(d), Anglia, Regatul Unit al Marii Britanii și Irlandei) a fost rege al francezilor în perioada "Monarhiei din Iulie", între 1830 și 1848. A făcuta parte din dinastia Bourbon-Orléans.

## Înainte de Revoluție (1773–1789)
Ludovic-Filip d'Orléans s-a născut la palatul regal, reședința familiei Orléans din Paris, fiu al lui Louis Philippe Joseph, duce de Chartres, care a devenit Louis Filip d'Orléans, duce de Orléans (de asemenea cunoscut drept "Philippe Égalité", în timpul Revoluției franceze) și al Louise Marie Adélaïde de Bourbon. 
Începând cu anul 1782 Ludovic-Filip a avut-o ca profesoară pe contesa de Genlis. Ea a fost cea care i-a insuflat idei liberale. Când bunicul lui Ludovic-Filip a murit în 1785, tatăl său i-a succedat ca duce de Orléans, iar Ludovic-Filip a devenit duce de Chartres. În 1788, când se profila Revoluția franceză, tânărul Ludovic-Filip și-a arătat simpatiile liberale când a ajutat la spargerea ușii unei celule de închisoare din Mont Saint-Michel, în timpul unei vizite de acolo cu contesa de Genlis. Din octombrie 1788 până în octombrie 1789 palatul regal a fost loc de întâlnire pentru revoluționari.

## Revoluție (1789–1793)
Ludovic-Filip a crescut într-o perioadă care a schimbat Europa în ansamblul său. Urmând puternicul suport pentru Revoluție al tatălui său, Ludovic-Filip s-a implicat, cât timp a fost arestat împreună cu ceilalți doi fii ai săi, Antoine Philippe, duce de Montpensier, și Louis Charles, conte de Beaujolais.
Între timp Ludovic-Filip a fost forțat să trăiască în umbră, evitând atât revoluționarii pro-republicani cât și centrele emigranților legitimiști francezi. S-a mutat în Elveția sub nume fals și s-a întâlnit cu contesa de Genlis și sora sa, Adélaïde, la Schaffhausen. De acolo au plecat la Zürich, unde autoritățile elvețiene au declarat că pentru a a-l menține sub protecția neutralității elvețiene, Ludovic-Filip trebuie să părăsească orașul. Au plecat la Zug, unde Ludovic-Filip a fost descoperit de un grup de emigranți.
În această perioadă, Ludovic-Filip n-a stat niciodată într-un loc mai mult de 48 de ore. În cele din urmă, în octombrie 1793, Ludovic-Filip a fost numit profesor de geografie, istorie, matematică și limbi moderne la o școală de băieți. Școala, deținută de domnul Jost, era în Reichenau, un sat de pe cursul superior al Rinului, vizavi de Elveția. Salariul lui era de 1.400 de franci și a predat sub numele de Monsieur Chabos. A stat la școală timp de o lună, când a auzit vești din Paris: tatăl său a fost ghilotinat la 6 noiembrie 1793, după un proces în fața Tribunalului revoluționar.

### Călătorii
La începutul anului 1794 Ludovic-Filip a început s-o curteze pe Marianne Banzori, bucătăreasa de la școala din Reichenau. La sfârșitul anului 1794 Jost a descoperit că Marianne era însărcinată. Aceasta a pus capăt carierei academice a lui Ludovic-Filip, iar Jost a trimis-o pe Marianne la Milano, unde s-a născut copilul în decembrie 1794 și apoi, a fost plasat într-un orfelinat.
Ludovic-Filip a călătorit foarte mult. El a vizitat Scandinavia în 1795 și apoi, s-a mutat în Finlanda. Timp de aproape un an, el a stat la Muonio (pe valea râului Tornio), sub numele "Müller", ca oaspete al vicarului luteran local. Aici a întâlnit-o pe sora soției vicarului, Beata Caisa Wahlbom, care era menajeră. Fata în vârstă de 22 de ani s-a îndrăgostit de prințul de 28 de ani. La scurt timp după ce Ludovic-Filip a părăsit Scandinavia, Beata Caisa Wahlbom a născut un fiu, pe care l-a numit Erik.
De asemenea, Ludovic-Filip a vizitat Statele Unite timp de patru ani, locuind în Philadelphia (unde frații săi, Antoine Philippe și Louis-Charles, erau exilați), New York și Boston. În Boston a predat limba franceză. În timpul petrecut în Statele Unite, Louis-Filip s-a întâlnit cu politicieni americani și oameni din înalta societate, inclusiv cu: George Clinton, John Jay, Alexander Hamilton și George Washington.

### Căsătorie
În 1809 Louis-Filip s-a căsătorit cu Marie Amalie a celor Două Sicilii, fiica regelui Ferdinand al IV-lea al Neapolelui și a Mariei Carolina a Austriei. Au avut 10 copii:
1. Ferdinand-Philippe d'Orléans (3 septembrie 1810–1842) însurat cu Helen, ducesă de Mecklenburg-Schwerin
2. Louise d'Orléans (3 aprilie 1812–1850), măritată cu Leopold I al Belgiei
3. Marie d'Orléans (12 aprilie 1813–1839), măritată cu Alexandru, duce de Württemberg (1804–1881)
4. Louis d'Orléans, duce de Nemours (25 octombrie 1814–1896), însurat cu Victoria, prințesă de Saxa-Coburg-Kohary
5. Françoise d'Orléans (28 martie 1816–1818)
6. Clémentine d'Orléans (3 iunie 1817–1907), măritată cu August de Saxa-Coburg-Kohary
7. François d'Orléans, Prinț de Joinville (14 august 1818–1900), însurat cu Francisca a Braziliei
8. Charles, Duce de Penthièvre (1 ianuarie 1820–1828)
9. Henri d'Orléans, Duce de Aumale (16 iunie 1822–1897), însurat cu Maria Carolina Augusta, prințesă de Bourbon-Două Sicilii
10. Antoine d'Orléans, Duce de Montpensier (31 iulie 1824–1890), însurat cu Luisa Fernanda a Spaniei

## Restaurația Bourbonilor (1815–1830)
După abdicarea lui Napoleon, Ludovic-Filip, cunoscut ca Louis Philippe al III-lea, duce de Orléans, s-a întors în Franța în timpul domniei vărului său, Ludovic al XVIII-lea. Ludovic-Filip împăcase familia Orléans cu Ludovic al XVIII-lea în exil. Cu toate acestea, resentimentele sale la felul cum a fost tratată familia sa, o ramură inferioară a Casei de Bourbon în timpul Vechiului Regim, a cauzat fricțiuni între el și Ludovic al XVIII-lea.
Ludovic-Filip era în termeni mult mai prietenoși cu fratele lui Ludovic al XVIII-lea și succesorul lui, Carol al X-lea, care a urcat la tron în 1824. 

## Rege al Franței (1830–1848)

Stema lui Ludovic Filip

În 1830, Revoluția din Iulie l-a răsturnat pe Carol al X-lea, care a abdicat în favoarea nepotului său de 10 ani, Henri, Duce de Bordeaux și, l-a numit pe Louis-Filip Lieutenant général du royaume, care avea sarcina să anunțe Camerei Deputaților dorința sa ca nepotul său să-i succeadă. Ludovic-Filip nu a făcut acest lucru, cu scopul de a-și crește șansele sale de succesiune. Ca o consecință, Camera l-a proclamat pe Louis-Philippe, care timp de unsprezece zile a fost regent pentru vărul său mai mic, noul rege al Franței.
Carol al X-lea și familia lui, inclusiv nepotul său au plecat în exil în Marea Britanie. Tânărul ex-rege, Ducele de Bordeaux, care în exil, a luat titlul de conte de Chambord, mai târziu a devenit pretendent la tronul Franței și a fost susținut de legitimiști.
Printr-o ordonanță pe care a semnat-o la 13 august 1830, noul rege a definit maniera în care copiii săi și sora sa iubită vor continua să poarte numele "d'Orléans" și stema Orléans declarând că fiul său cel mare, ca Prinț Regal (nu Delfin), va purta titlul de Duce de Orléans, că fiii mai mici vor continua să dețină titlurile anterioare iar sora și fiicele sale vor avea titlul de Prințesă de Orléans, nu a Franței.
În 1832, fiica sa, Prințesa Louise-Marie, s-a căsătorit cu primul rege al Belgiei, Leopold I al Belgiei. În iulie 1835, Louis-Philippe a supraviețuit unei tentative de asasinat a lui Giuseppe Mario Fieschi în Paris.
În 1842, fiul și moștenitorul său, Ferdinand Philippe, Duce de Orléans, a murit într-un accident.
Ludovic-Filip a domnit într-un mod modest, evitând fastul și cheltuielile generoase ale predecesorilor săi. În ciuda acestui aspect exterior de simplitate, sprijinul său a venit din partea burgheziei bogate. La început, el a fost iubit și numit "Regele Cetățean" și "monarhul burghez", dar popularitatea lui a suferit, guvernul său a fost perceput ca fiind din ce în ce mai conservator și monarhic în ciuda deciziei sale de a aduce în Franța rămășițele lui Napoleon.

Sub conducerea sa, condițiile claselor muncitoare s-au deteriorat iar diferența de venituri a crescut considerabil. Criza economică din 1847 a condus la Revoluția din 1848 și abdicarea lui Ludovic-Filip.

## Abdicare și deces (1848–1850)

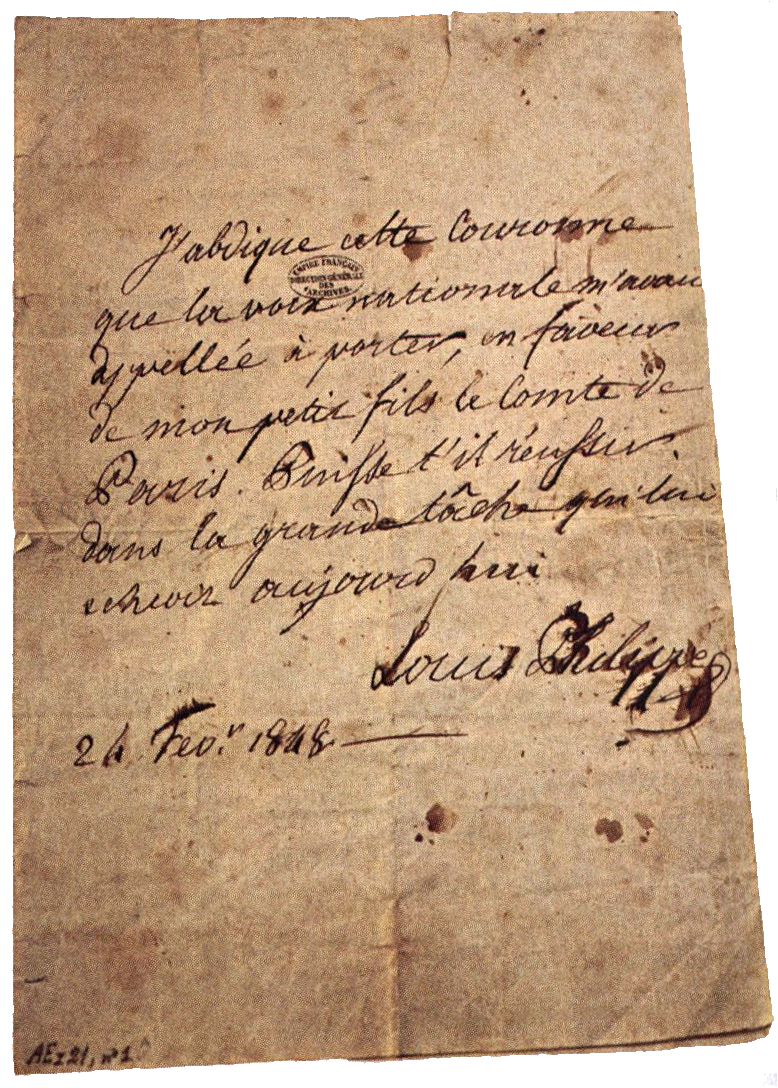
Abdicarea lui Ludovic Filip în favoarea nepotului său, contele Parisului, datată 24 februarie 1848.

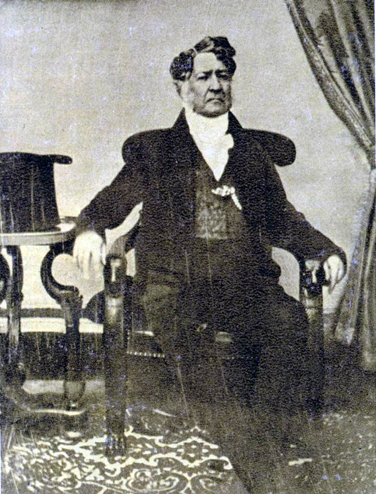
Ludovic Filip la 1842

La 24 februarie 1848, în timpul revoluției din februarie 1848, regele Ludovic Filip a abdicat în favoarea nepotului său în vârstă de nouă ani, Filip, conte de Paris. Temându-se de ceea ce i s-a întâmplat lui Ludovic al XVI-lea, Ludovic Filip a părăsit repede Parisul deghizat. 
Inițial, Adunarea Națională a plănuit să-l accepte pe micul Filip ca rege însă puternicul curent al opiniei publice a respins acest lucru. La 26 februarie a fost proclamată A Doua Republică Franceză. Prințul Louis Napoléon Bonaparte a fost ales președinte la 10 decembrie același an; la 2 decembrie 1851 el s-a autoproclamat președinte pe viață, apoi împăratul Napoleon al III-lea în 1852.
Ludovic Filip și familia sa au rămas în exil în Anglia, la Claremont, Surrey, unde el a murit la 26 august 1850, la vârsta de 76 de ani. În 1876, rămășițele lui și cele ale soției lui au fost aduse în Franța și îngropate la Chapelle royale de Dreux, necropola familiei Orléans pe care mama lui a construit-o în 1816 și care a fost mărită și înfrumusețată după moartea ei.
Ciocnirile dintre legitimiști și orleaniști din 1830 și 1848 legate de monarhul de drept au fost reluate în anii 1870. După căderea celui de-al doilea imperiu, Adunarea Națională dominată de monarhiști a oferit tronul pretendentului legitimist, Henri, conte de Chambord sub numele de Henric al V-lea. Cum el nu avea copii, moștenitorul lui ar fi fost (exceptând legitimiștii extremi) nepotul lui Ludovic Filip, Prințul Filip, Conte de Paris. Astfel, la moartea contelui de Chambord, Casa de Bourbon s-ar fi unit cu Casa de Orléans.
Totuși, contele de Chambord a refuzat tronul până când steagul tricolor al Revoluției nu va fi înlocuit cu steagul cu flori de iris al Vechiului Regim.
Acest lucru Adunarea n-a vrut să-l facă. S-a proclamat a Treia Republică Franceză deși mulți spuneau că e ceva temporar și va fi înlocuită de o monarhie constituțională după decesul contelui de Chambord. Contele a trăit mai mult decât se așteptau. În momentul morții lui, în 1883, suportul pentru monarhie era în declin iar opinia publică era pentru continuarea celei de-a Treia Republicii ca formă de guvernământ. Unii au sugerat o restaurare monarhică sub contele de Paris după căderea regimului de la Vichy însă acest lucru nu s-a întâmplat.
Majoritatea monarhiști francezi privesc pe descendenții nepotului lui Ludovic Filip care deținea titlul de conte de Paris, ca pretendenții de drept ai tronului; alții, legitimiștii, consideră că Don Luis-Alfonso de Borbón, Duce de Anjou (numit de susținători "Ludovic al XX-lea") ar fi pretendentul de drept. El este descendentul pe linie masculină a lui Filip, Duce de Anjou, al doilea nepot al Regelui-Soare, Ludovic al XIV-lea. Totuși, Filip Duce de Anjou (regele Filip al V-lea al Spaniei) a renunțat la drepturile sale asupra tronului Franței când a acceptat tronul Spaniei, pentru a preveni o uniune Franța-Spania.